# Жак, Норберт
Норберт Жак (нем. Norbert Jacques, 6 июня 1880, Люксембург-Айх — 15 мая 1954, Кобленц) — немецкий писатель-беллетрист и сценарист. Он написал рассказы, которые стали сценариями 16 фильмов.
В 20-е годы Жак создал образ злого гения — доктора Мабузе, выведенного в качестве персонажа в целом ряде его произведений. Некоторые из них впоследствии были экранизированы Фрицем Лангом.

## Книги
- Доктор Мабузе, игрок (нем. Dr Mabuse, der Spieler, 1922)
- Колония Мабузе (нем. Mabuses Kolonie, неоконченный роман)

## Фильмография
- Лучи смерти доктора Мабузе (1964)
- Скотланд-Ярд против доктора Мабузе (1963)
- Завещание доктора Мабузе (1962)
- Невидимый доктор Мабузе (1962, режиссёр Харальд Райнль)
- Возвращение доктора Мабузе (1961, режиссёр Харальд Райнль)
- Тысяча глаз доктора Мабузе (1960, режиссёр Фриц Ланг)
- Endstation Rote Laterne (1960)
- Export in Blond (1950)
- Germanin — Die Geschichte einer kolonialen Tat (1943)
- Friedrich Schiller — Der Triumph eines Genies (1940)
- Eine Frau kommt in die Tropen (1938)
- Завещание доктора Мабузе (1933, режиссёр Фриц Ланг)
- Das Frauenhaus von Rio (1927)
- Mensch gegen Mensch (1924)
- Доктор Мабузе, игрок (1922, режиссёр Фриц Ланг)